# Annett Hesselbarth
Annett Hesselbarth (ur. 4 czerwca 1966 w Halle) – niemiecka lekkoatletka, specjalizująca się w biegach sprinterskich. W czasie swojej kariery reprezentowała również Niemiecką Republikę Demokratyczną.

## Sukcesy sportowe
- brązowa medalistka mistrzostw Niemiec w biegu na 400 metrów – 1991[1]
- trzykrotna medalistka halowych mistrzostw Niemiec w biegu na 400 metrów – srebrna (1992) oraz dwukrotnie brązowa (1991, 1994)[2]
- dwukrotna medalistka mistrzostw NRD w biegu na 400 metrów – srebrna (1986) oraz brązowa (1990)[3]
- dwukrotna medalistka halowych mistrzostw NRD w biegu na 400 metrów – srebrna (1990) oraz brązowa (1985)[4]

| Rok  | Miasto  | Zawody                    | Konkurencja        | Wynik       |
| ---- | ------- | ------------------------- | ------------------ | ----------- |
| 1990 | Split   | Mistrzostwa Europy        | sztafeta 4 x 400 m | złoty medal |
| 1991 | Sewilla | Halowe mistrzostwa świata | sztafeta 4 x 400 m | złoty medal |

## Rekordy życiowe
| konkurencja        | na stadionie               | w hali                     |
| ------------------ | -------------------------- | -------------------------- |
| bieg na 200 metrów | 23,02 – Berlin, 20/08/1986 |                            |
| bieg na 400 metrów | 51,14 – Split, 29/08/1990  | 52,29 – Berlin, 08/02/1986 |